# 캐나다 하원
캐나다 하원(영어: House of Commons of Canada, 프랑스어: Chambre des communes du Canada)은 양원제인 캐나다 의회의 하위 의회이다. 캐나다 하원은 군주와 상원과 더불어 캐나다 의회를 구성한다.

## 상세
캐나다 하원은 캐나다 입법부에서 중심적인 역할을 가지고 있다. 대부분의 법은 하원에서 발의된다. 총리와 내각은 하원 소속 의원들이다.

## 같이 보기
- 캐나다의 정당
- 캐나다 상원

## 참고 자료
1. ↑  캐나다의 군주는 공식적으로 부왕의 자격으로 총독이 캐나다에서 군주를 대신 대표한다.